# Яценківський Володимир Володимирович
Володи́мир Володи́мирович Яценкі́вський (нар. 23 листопада 1962, Київ) — український дипломат. Надзвичайний і Повноважний Посол України в Литовській Республіці (2015—2021).

## Біографія
Народився 23 листопада 1962 року в місті Київ. У 1984 році закінчив Київський державний університет ім. Т. Шевченка.
У 1984—1990 рр. — викладач кафедри російської мови для іноземних студентів Київського політехнічного інституту.
У 1990—1992 рр. — заступник декана по роботі з іноземними студентами Київського політехнічного інституту.
У 1992—1996 рр. — другий, перший секретар Посольства України в Республіці Польща.
У 1996—1997 рр. — завідувач прес-центром, і. о. начальника управління інформації Інформаційна МЗС України, представник МЗС України.
У 1997—1998 рр. — заступник начальника Управління контролю над озброєнням та роззброєння МЗС України.
У 1998—2001 рр. — радник Посольства України в Італійській Республіці.
У 2001—2003 рр. — радник-посланник Посольства України в США, Тимчасовий повірений у справах України в США.
У 2003—2005 рр. — начальник Другого територіального управління Департаменту двостороннього співробітництва МЗС України. т.в.о. заступника голови Національної комісії України у справах ЮНЕСКО.
У 2005—2006 рр. — заступник директора Другого територіального департаменту МЗС України.
У 2006—2010 рр. — Генеральний консул України в Мілані.
У 2010—2014 рр. — директор Департаменту зв'язків із закордонним українством та культурно-гуманітарного співробітництва МЗС України.
У 2014 році — начальник Управління культурно-гуманітарного співробітництва МЗС України.
У 2014—2015 рр. — посол з особливих доручень МЗС України.
З 31 жовтня 2015 до 6 жовтня 2021 року — Надзвичайний і Повноважний Посол України в Литовській Республіці.

## Дипломатичний ранг
- Надзвичайний і Повноважний Посланник 2-го класу (08.2002), 1-го класу (01.2007).
- Надзвичайний і Повноважний Посол (2020)[5].